# Barbara Ferrellová
Barbara Ann Ferrellová (Edmonsonová, * 28. července 1947 Hattiesburg, Mississippi) je bývalá americká atletka, která soutěžila hlavně v metru na 100 metrů.